# Rehakka
Rehakka eller Rehakanjärvi är en sjö i Finland. Den ligger i kommunen Janakkala i landskapet Egentliga Tavastland, i den södra delen av landet, 80 km norr om huvudstaden Helsingfors. Rehakka ligger 80,9 meter över havet. Den är 11,26 meter djup. Arean är 1,62 kvadratkilometer och strandlinjen är 7,1 kilometer lång. Sjön  ingår i Kumo älvs huvudavrinningsområde. 